# Метью Ґілмор
Метью Ґілмор (11 вересня 1972) — бельгійський велогонщик.
Срібний призер Олімпійських Ігор 2000 року в медісоні, учасник 2004 року.